# Neighborhoods
Neighbourhoods je šesté studiové album skupiny Blink-182. Vydáno bylo 26. září 2011.

## Seznam písní
1. Ghost on the Dance Floor
2. Natives
3. Up All Night
4. After the Midnight
5. Snake Charmer
6. Heart's All Gone (Interlude)
7. Heart's All Gone
8. Wishing Well
9. Kaleidoscope
10. This is Home
11. MH 4. 18. 2011
12. Love is Dangerous
13. Fighting the Gravity
14. Even If She Falls